# Louise-Julie-Constance de Brionne
Louise-Julie-Constance de Rohan-Rochefort, comtesse de Brionne, née le 5 mars 1734, reçue chanoinesse du couvent de Remiremont le 10 décembre 1742, épousa le 3 octobre 1748 à Paris Louis-Charles de Lorraine, comte de Brionne, veuf sans enfants de Louise-Charlotte de Gramont (1725-1742) et d'Augustine de Coëtquen (1722-1746). Elle fut une passion perçue comme platonique de Louis XV et la maîtresse d'Étienne-François de Choiseul qu'elle accompagna dans son exil au château de Chanteloup. Seule femme à avoir exercé la fonction de grand écuyer de France, châtelaine de Limours, elle émigra sous la Révolution française et mourut le 20 mars 1815 à Presbourg.

## Biographie

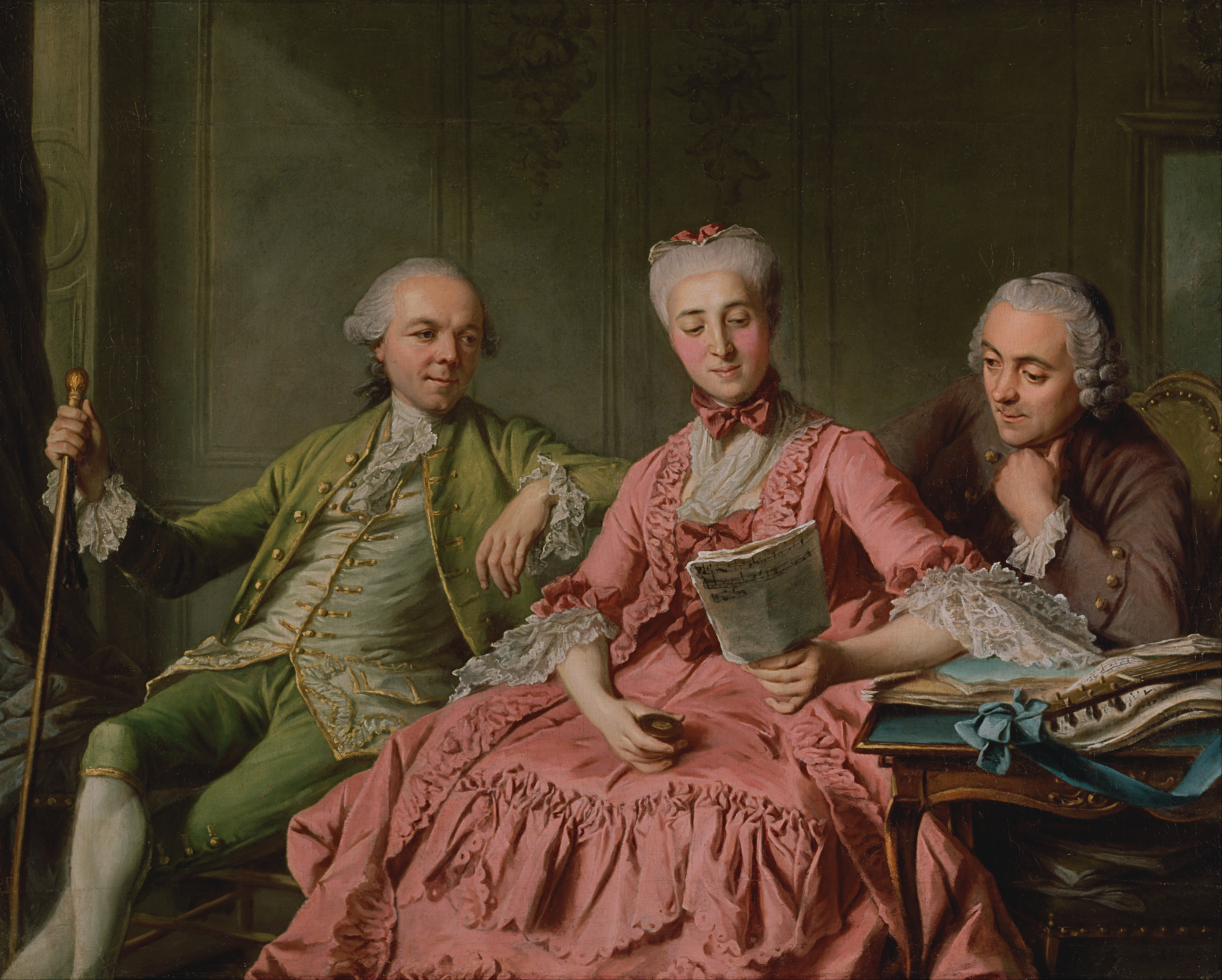
Jacques Wilbault, Louise-Julie Constance de Brionne entre le duc de Choiseul et l'abbé Barthélemy, Getty Center, Los Angeles

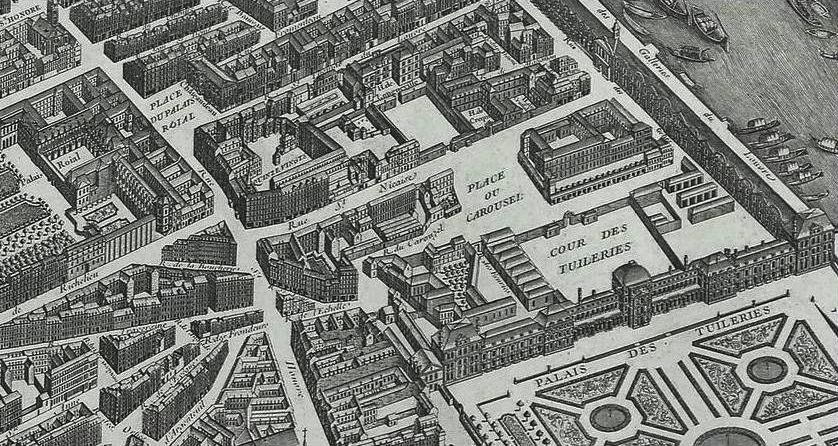
Plan de Turgot, place du Carrousel, 1736

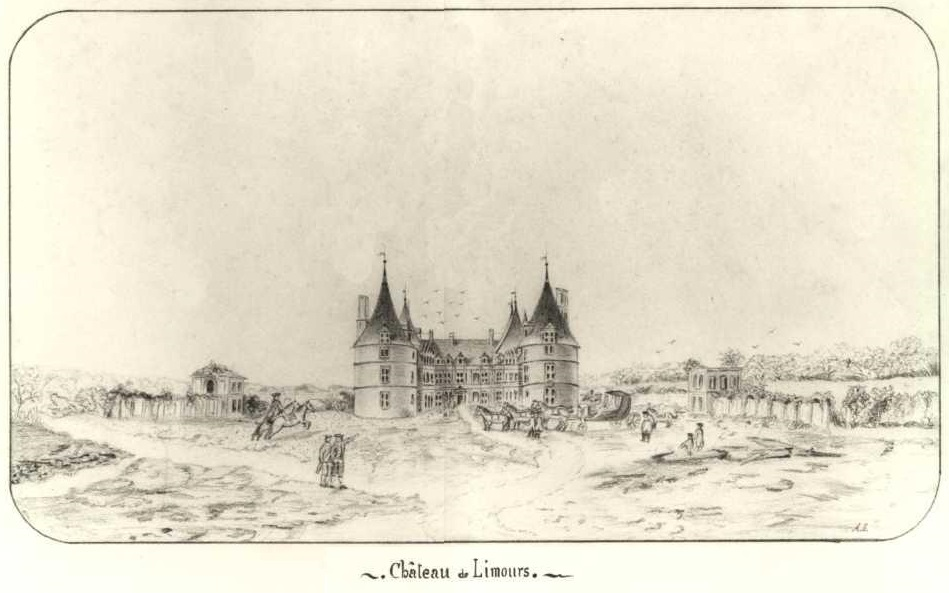
Château de Limours

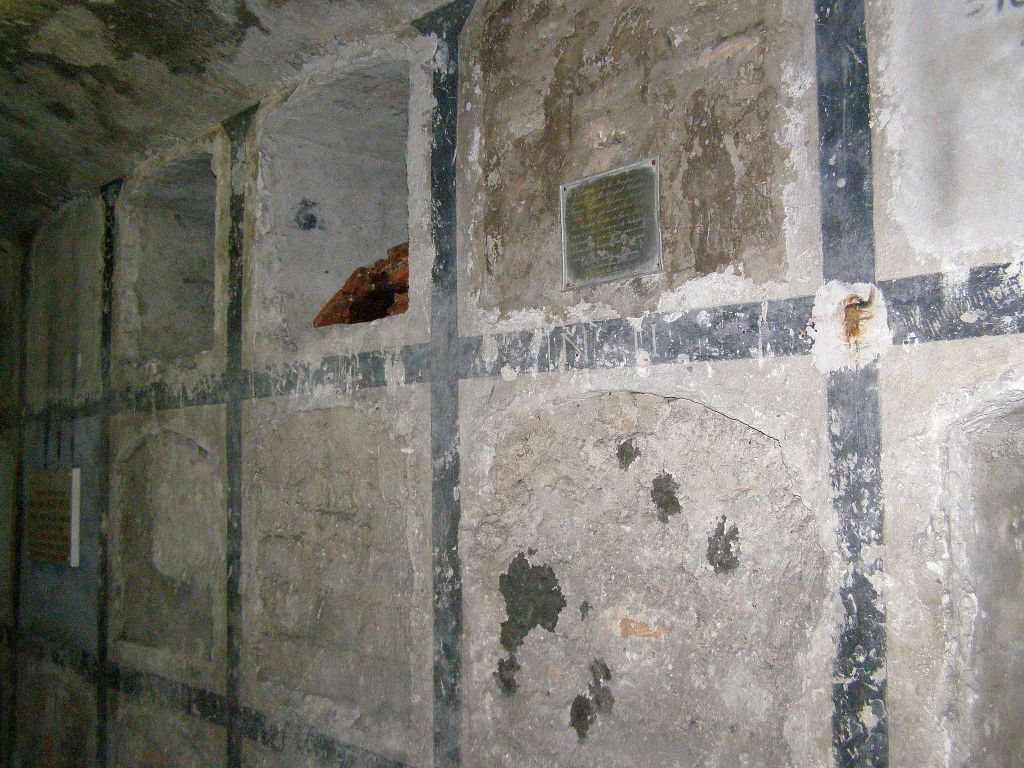
Crypte de la Cathédrale Saint-Martin de Bratislava

### Une grande famille
« Grande aristocrate à la beauté légendaire », Louise-Julie-Constance est, après Éléonore-Louise-Constance (1728-?) et Charles Jules Armand de Rohan, vicomte de Lavedan (1729-1811) la troisième des enfants nés du mariage de Charles de Rohan-Rochefort, prince de Montauban (1693-1766) avec Éléonore Eugénie de Béthisy (1707-1757). Descendante des ducs de Bretagne, elle est reçue dans sa neuvième année, le 10 décembre 1742, chanoinesse de l'abbaye de Remiremont, titre justifiable par ses deux cents ans (au moins) d'ascendance dans la noblesse.
Elle épouse le 3 octobre 1748 en l'abbaye de Panthemont à Paris (dont sa tante maternelle Marie-Catherine de Béthizy de Mézières est abbesse depuis 1743) Louis-Charles de Lorraine, comte de Brionne (1725-1761), cousin de l'empereur François Ier du Saint-Empire. Le mariage est célébré par le prince Louis-Constantin de Rohan. Le couple a quatre enfants : 
- Charles-Eugène de Lorraine (1751-1825),
- Joséphine de Lorraine (1753-1797) épouse en 1768 Victor-Amédée de Savoie, prince de Carignan (1743-1780)
- Anne-Charlotte de Lorraine-Brionne (1755-1786) , abbesse de Remiremont (1775-1786),
- Joseph-Marie de Lorraine-Vaudémont (1759-1812) épouse en 1778 Louise de Montmorency-Logny (1763-1832).

### Une femme de tête
Son mari est victime d'an accident de chasse en 1761. Malgré la promesse du roi au défunt de transmettre ses charges à son fils, la comtesse doit se battre pour que le monarque tienne parole. Amie intime du duc de Choiseul, elle obtient du roi à la mort de son mari, bien que son fils soit encore un enfant, la survivance de la charge de grand écuyer de France en sa faveur. Elle demeure la seule femme à avoir exercé cette charge qu'elle transmet à son fils lorsque celui-ci atteignit l'âge de 20 ans. La cour l'appelle "Madame la Grande".
Les Mémoires de Jean-François Marmontel la restituent fréquentant le salon de madame du Deffand et recevant également elle-même en son propre salon de la place du Carrousel : « les nouveaux contes que je faisais alors, et dont ces dames avaient la primeur, étaient, avant ou après le souper, une lecture amusante pour elles. On se donnait rendez-vous pour l'entendre ; et, lorsque le petit souper manquait par quelque événement, c'était à dîner chez madame de Brionne que l'on se rassemblait. J'avoue que jamais succès ne m'a plus sensiblement flatté que celui qu'avaient mes lectures dans ce petit cercle, où l'esprit, le goût, la beauté, toutes les grâces étaient mes juges ou plutôt mes applaudisseurs. Il n'y avait, ni dans mes peintures, ni dans mon dialogue, pas un trait tant soit peu délicat ou fin, qui ne fût vivement senti ; et le plaisir que je causais avait l'air du ravissement ».
La comtesse de Brionne achète le 18 mars 1775 aux héritiers de Guillaume de Lamoignon de Montevrault le château de Limours qui avait appartenu successivement à Richelieu et à Gaston d'Orléans. Sa décision de ne pas conserver l'aile ouest alors fort délabrée fait disparaître la grande salle de bal avec ses boiseries et sa toiture due à l'architecte Philibert Delorme, tout en offrant un nouvel éclairage de la cour intérieure.

### La disgrâce, l'impopularité et l'exil
Sous le règne du roi Louis XVI de France, bien qu'appartenant par mariage à la Maison de Lorraine dont est également issue la reine Marie-Antoinette, la comtesse de Brionne n'est pas bien reçue à la cour. La jeune reine apprécie avant tout les gens de son âge et fait grise mine à ses aînées quel que soit leur rang. 
La Maison de Rohan est aussi l'objet de deux scandales retentissants: en 1782, la banqueroute du prince de Guémené dont l'épouse est gouvernante des "enfants de France" (le dauphin et ses sœurs) puis en 1786, la condamnation du Grand aumônier de France, cardinal de Rohan, compromis dans l'affaire du collier de la reine, mettent en lumière le train de vie dispendieux des membres des grandes familles et la corruption de la cour provoquant la disgrâce de tous les membres de la Maison de Rohan.
La comtesse émigre sous la Révolution française. Arrêtée dans une ville que, dans ses Mémoires, Laure Junot d'Abrantès croit être Chalons-en-Champagne où Jean-Andoche Junot, époux de la narratrice, se trouve alors avec son régiment : « on disait que madame de Brionne emportait les diamants de la couronne ; elle était mère du prince de Lambesc, dont le nom était en horreur au peuple pour son affaire des Tuileries ; de plus, elle était de la maison de Lorraine, et c'en était assez pour la rendre suspecte : elle fut donc arrêtée ; mais, grâce à Junot, cette démarche, qui aurait pu avoir un caractère fort alarmant pour celle qui en était l'objet, n'eut d'autre suite fâcheuse que le fait même de son arrestation ». Elle peut de fait alors repartir, non sans avoir offert à Junot un boîtier contenant son portrait que celui-ci conservera toute sa vie.
Sa fille cadette, abbesse de Remiremont, de santé fragile, mourut dès 1786. L'aînée mourut en 1797. Enfin le prince Joseph, émigré avec son frère en 1791 et officier dans l'armée autrichienne mourut en Hongrie en 1812. Son unique petit-enfant, le prince de Carignan, meurt prématurément en 1800 laissant un fils, Charles-Albert. Bien que mère de l'héritier du trône de Sardaigne, la veuve du prince, Marie-Christine de Saxe, nièce du roi de Saxe, se rallie à l'empire.
Le 20 mars 1815, soit quelques jours après avoir reçu la visite de « son vieil ami » Talleyrand se trouvant alors au congrès de Vienne, elle meurt à Presbourg, aujourd'hui Bratislava. Elle repose en la crypte de la cathédrale Saint-Martin. On compte parmi ses descendants directs (par sa fille Joséphine) le roi d'Italie Humbert Ier dont elle est la trisaïeule.

## Jugements
- « Elle était la beauté même, et la sagesse infuse. Elle avait une taille bien prise et haute, avec un maintien digne, un air imposant, obligeant et doux. C'était une Junon chrétienne, héraldique, et toujours bien poudrée, bien appuyée sur les hermines de Bretagne et mouchetée de croix de Lorraine à profusion. Elle avait une manière toute particulière de faire placer son rouge, c'est-à-dire en ligne absolument droite au plus près des yeux, dont cette couche de brillant carmin glacé d'argent ne diminuait pas l'éclat, tandis que les trois autres lignes inférieures et latérales allaient s'arrondissant en courbe avec une grâce parfaite, à distance égale du nez et des oreilles, et sans jamais tomber au-dessous du niveau de la bouche, ce qui donnait à tout son air de tête une grande distinction. Elle avait du bon sens avec un très bon goût, peu d'esprit avec une réserve charmante. Elle n'était pas toujours également satisfaite de la bonne tenue de son mari (le Prince Louis de Lorraine, Grand-écuyer de France), attendu qu'il ne se montrait pas toujours en assez bonne compagnie ; aussi lui dit-elle un jour en ma présence, avec un air solennel de parti pris : "Monsieur, si je vous rencontre encore dans les Tuileries vous y promenant avec MM. Rivarol et Champcenetz, vous pouvez compter, et je vous donne ma parole d'honneur, que je leur fera la révérence !" » - Madame de Créquy[10].
- « Dans un hôtel de la place du Carrousel, la société trouvait madame de Brionne. Princesse dans toute l'étendue du mot et avec tous les dehors de l'orgueil, elle était digne, imposante, haute dans son maintien, sévère dans ses manières et tenant les gens à distance. Elle avait l'air de compter ses regards pour des grâces, ses paroles pour des services, sa familiarité pour des bienfaits. Elle avait l'âme de son visage, la chaleur, la vivacité lui manquaient ; mais la sûreté de son jugement, la finesse de son tact, un sens rare acquis dans la pratique des affaires politiques, une facilité de parole qui était merveilleuse, la constance de son amitié, un mélange de raideur, de grandeur froides, lui valaient les respects du monde qui n'abordait son salon qu'avec une certaine gêne. » - Edmond et Jules de Goncourt[11]

## Portraits

### Louise-Julie-Constance de Brionne
- Jean-Baptiste Lemoyne (1704-1778), Portrait en buste de Louise-Julie-Constance de Brionne, marbre, n°162 du Salon de 1763, Nationalmuseum, Stockholm[12]. Ce buste inspira quelques vers à Voltaire[13] :

« Brionne, de ce buste admirable modèle,
Le fut de la vertu comme de la beauté ;
L'amitié le consacre à la postérité,
Et s'immortalise avec elle. »

### Galerie de portraits

par ordre de citation dans la biographie ci-dessus :
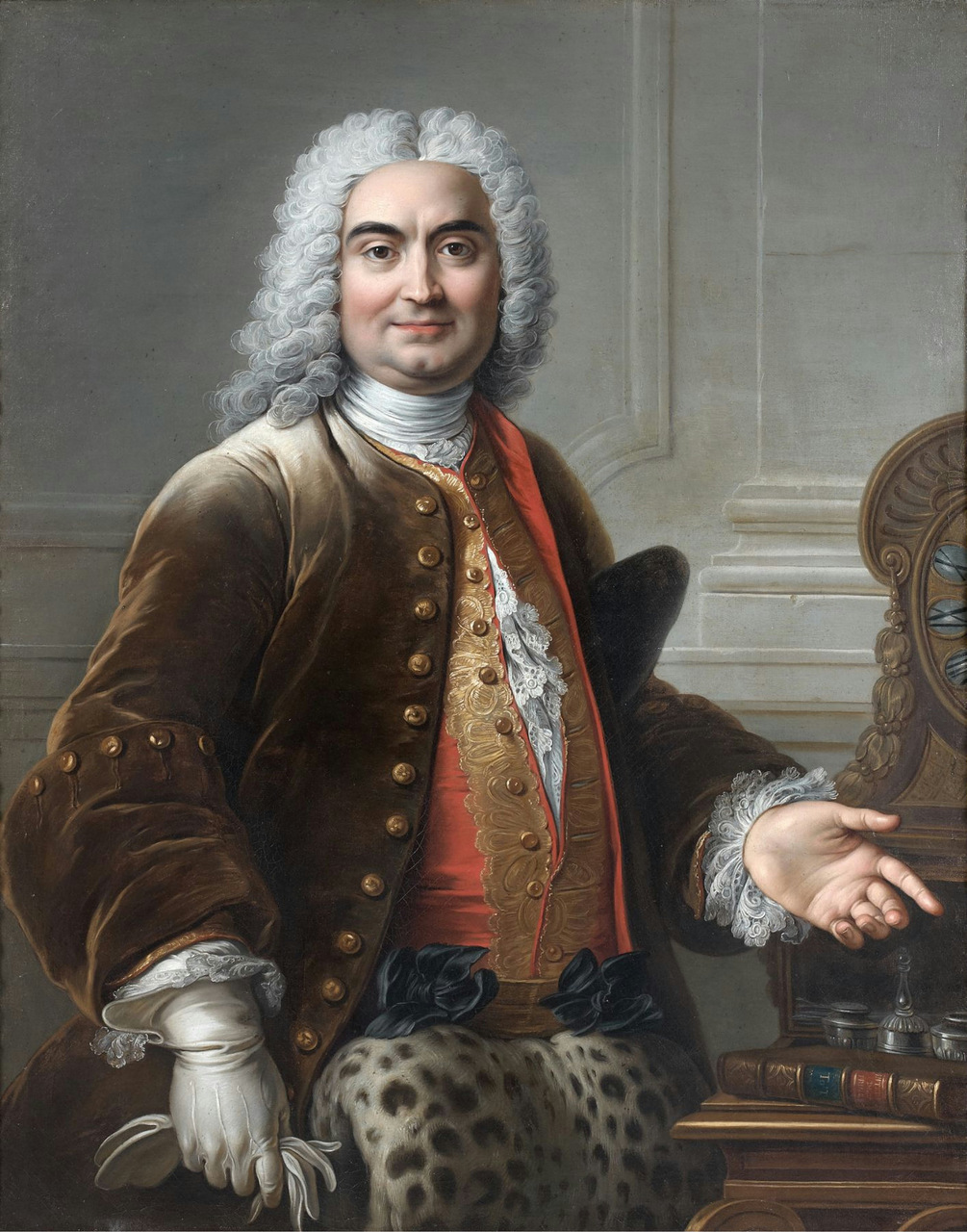
Charles Antoine Coypel, Charles de Rohan-Rochefort
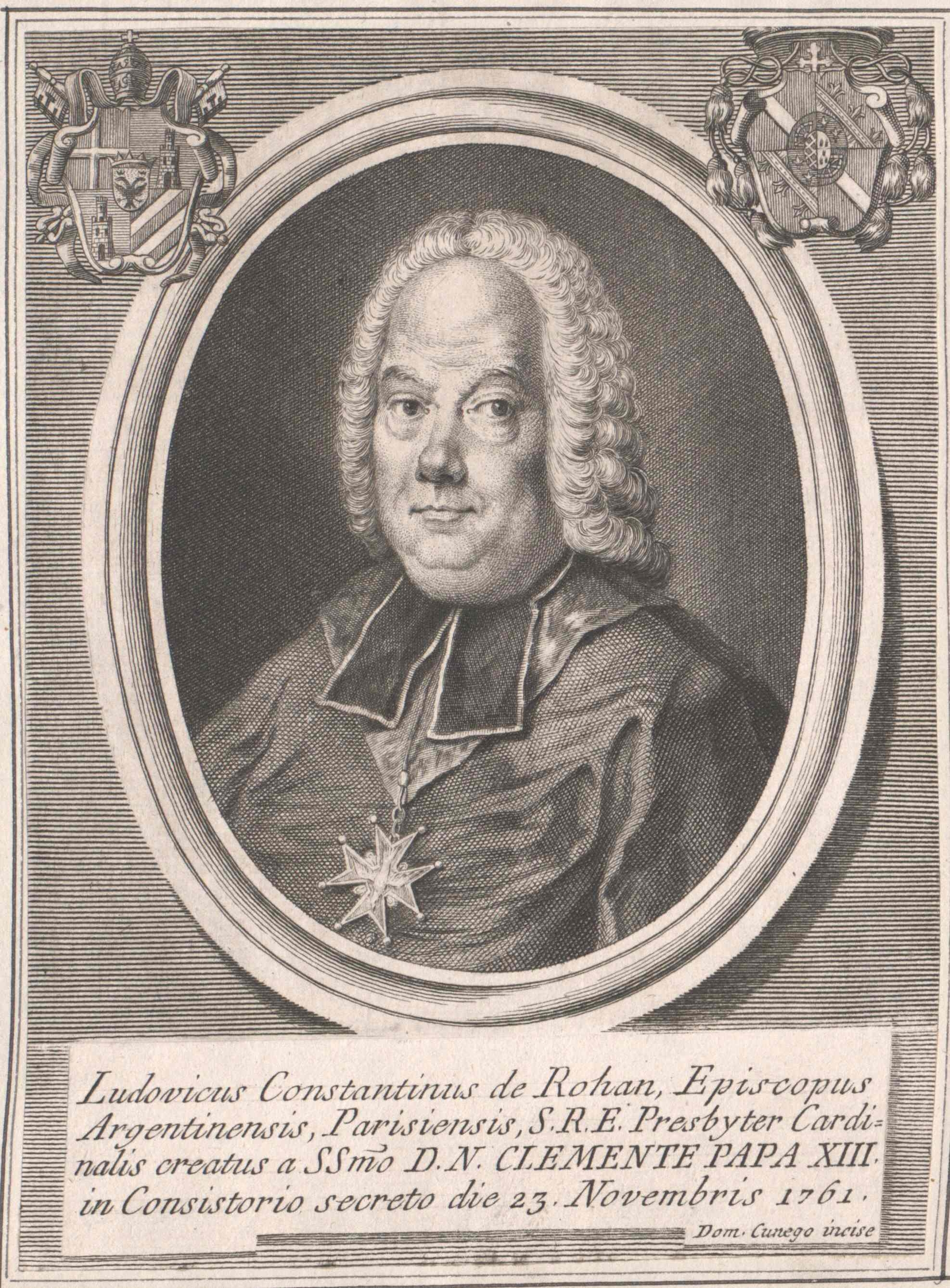
Domenico Cunego, Louis-Constantin de Rohan
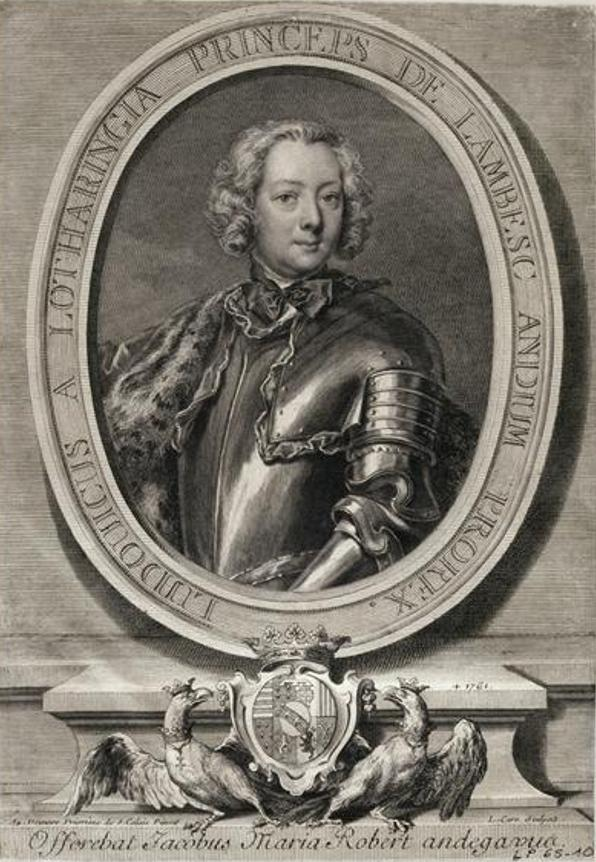
Laurent Cars, Louis-Charles de Lorraine
Charles Monnet, Charles-Eugène de Lorraine
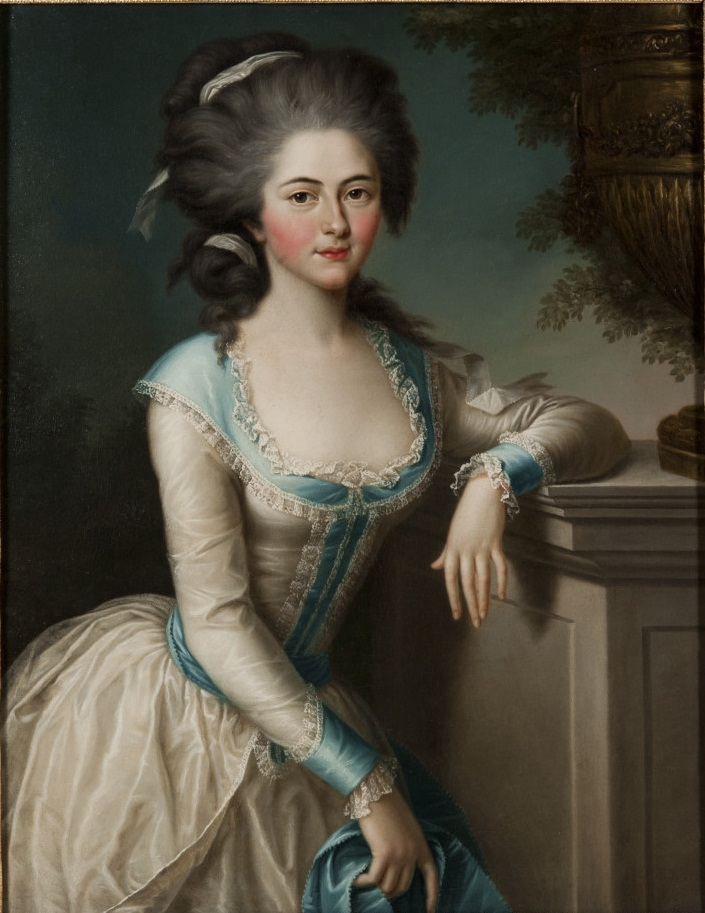
Élisabeth Vigée Le Brun, Joséphine de Lorraine
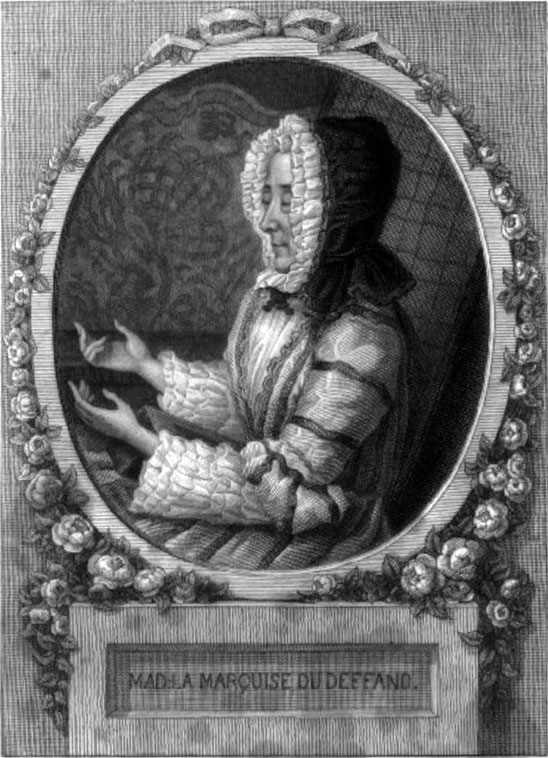
D'après Carmontelle, Madame du Deffand
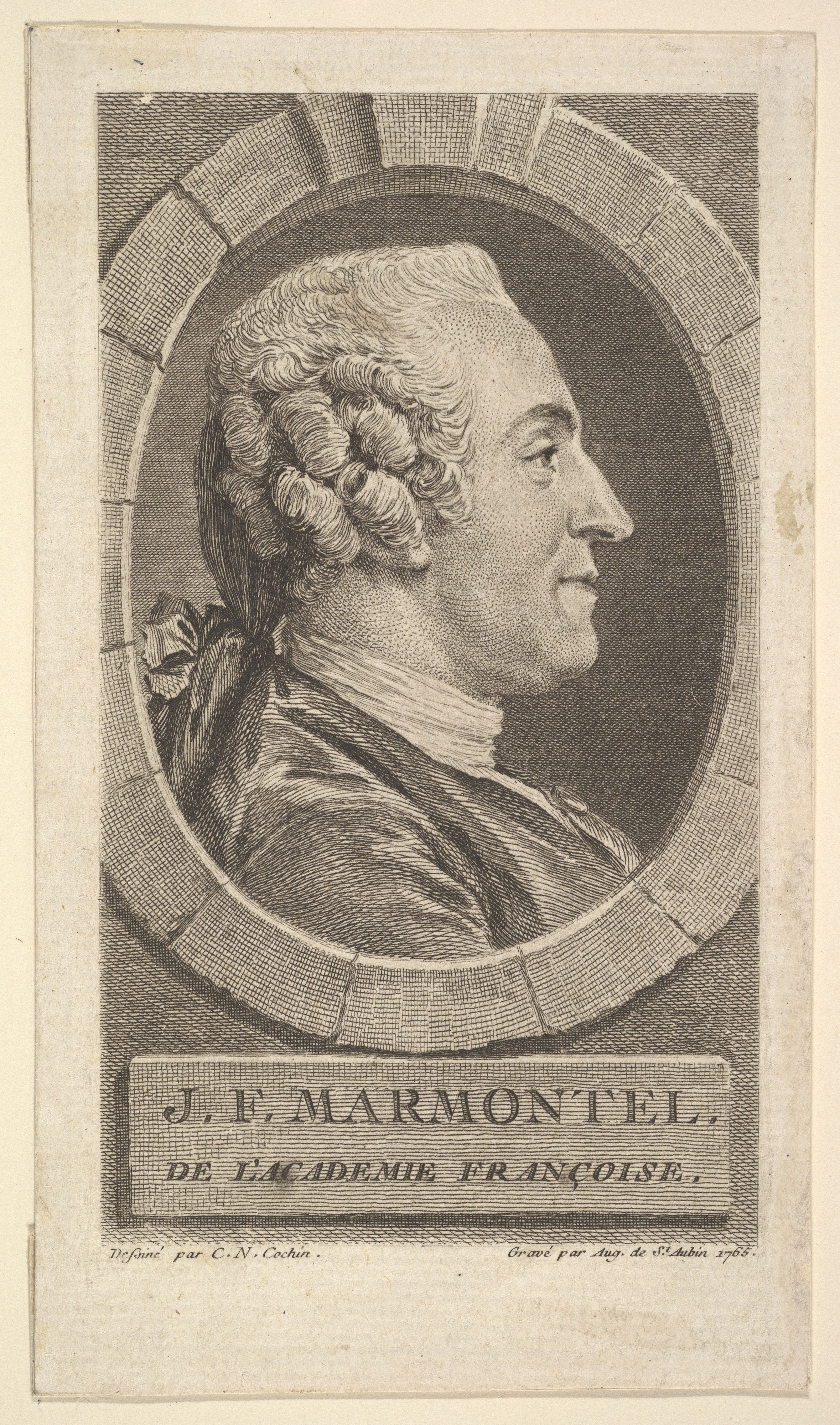
Charles-Nicolas Cochin, Jean-François Marmontel
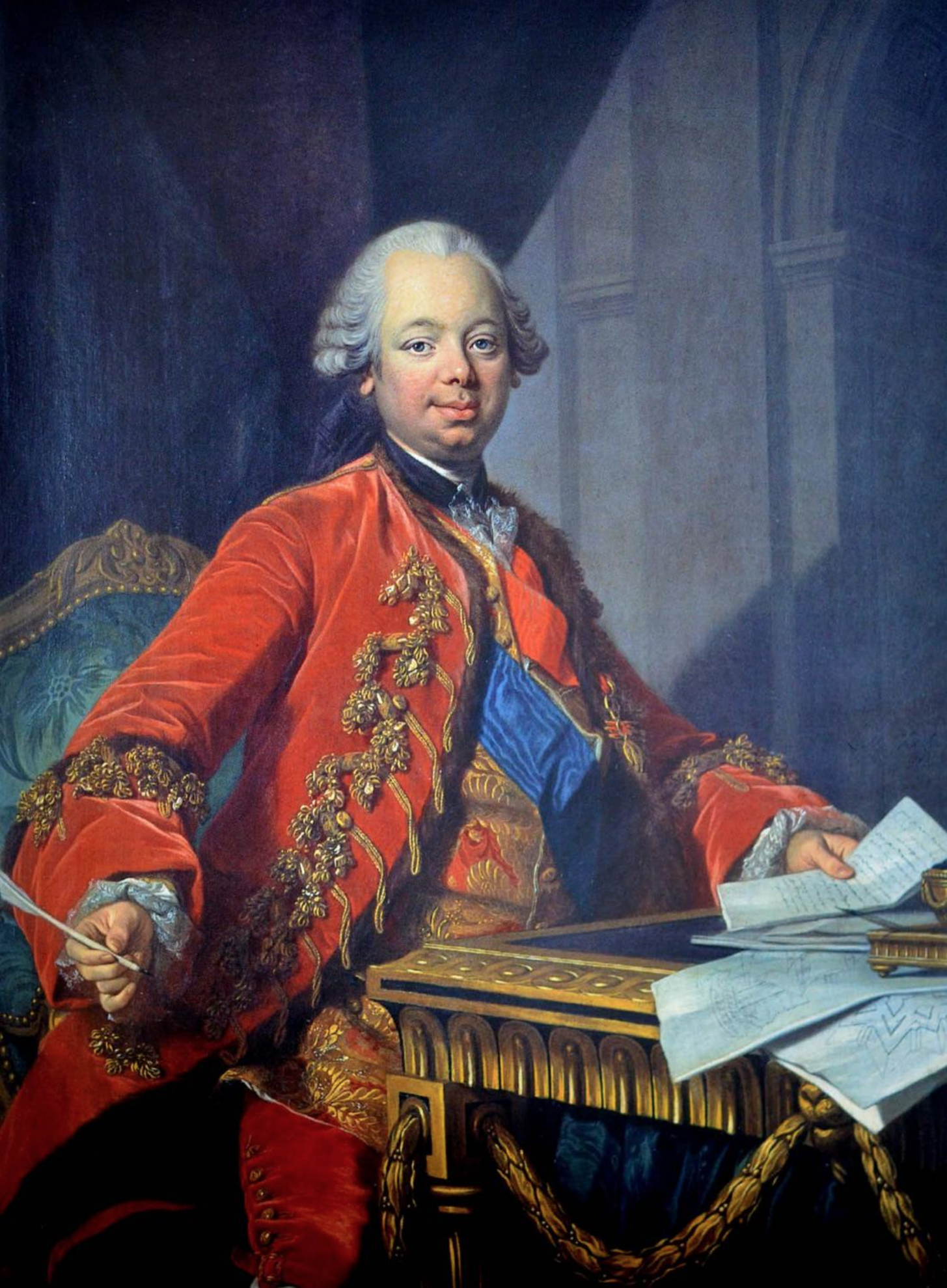
Louis-Michel van Loo, Étienne-François de Choiseul
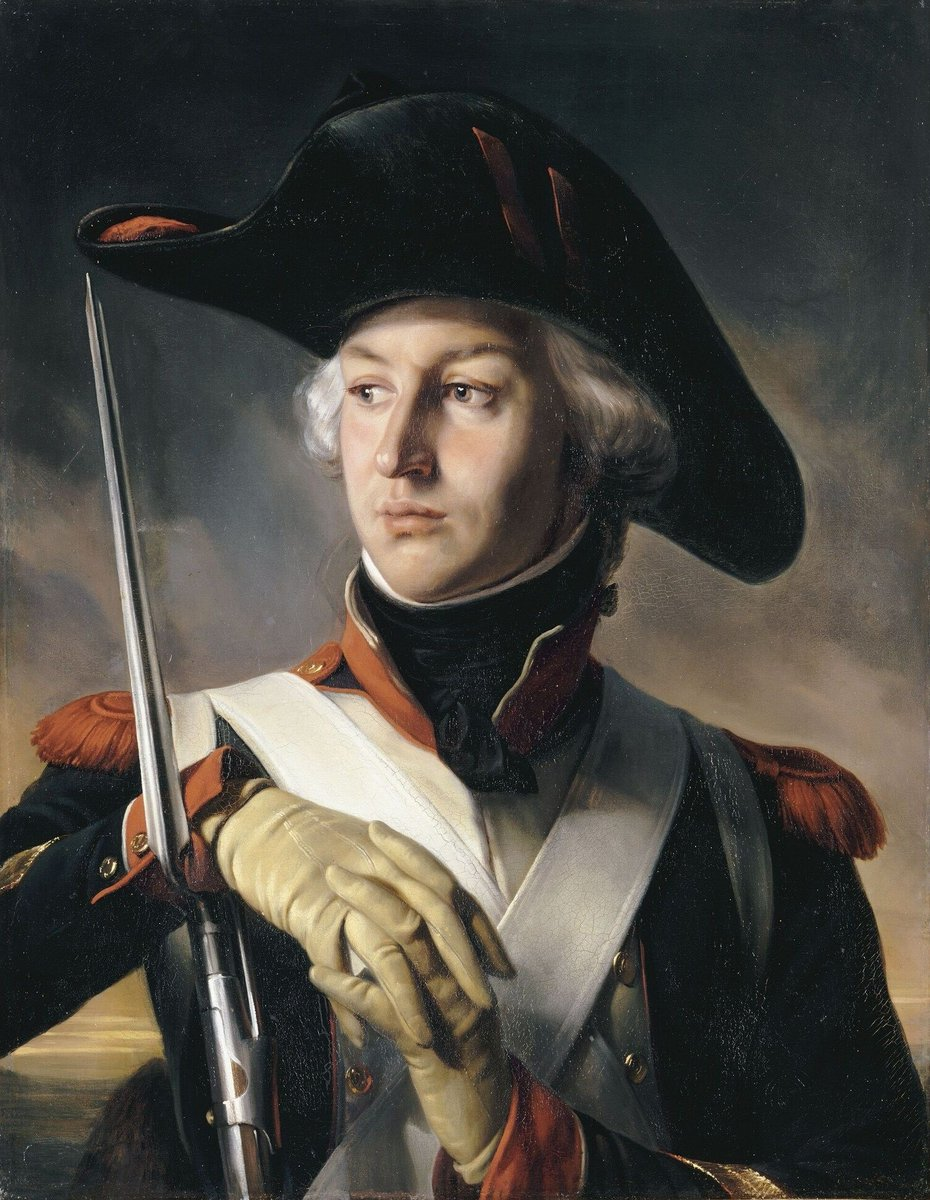
Henri Félix Emmanuel Philippoteaux, Jean-Andoche Junot
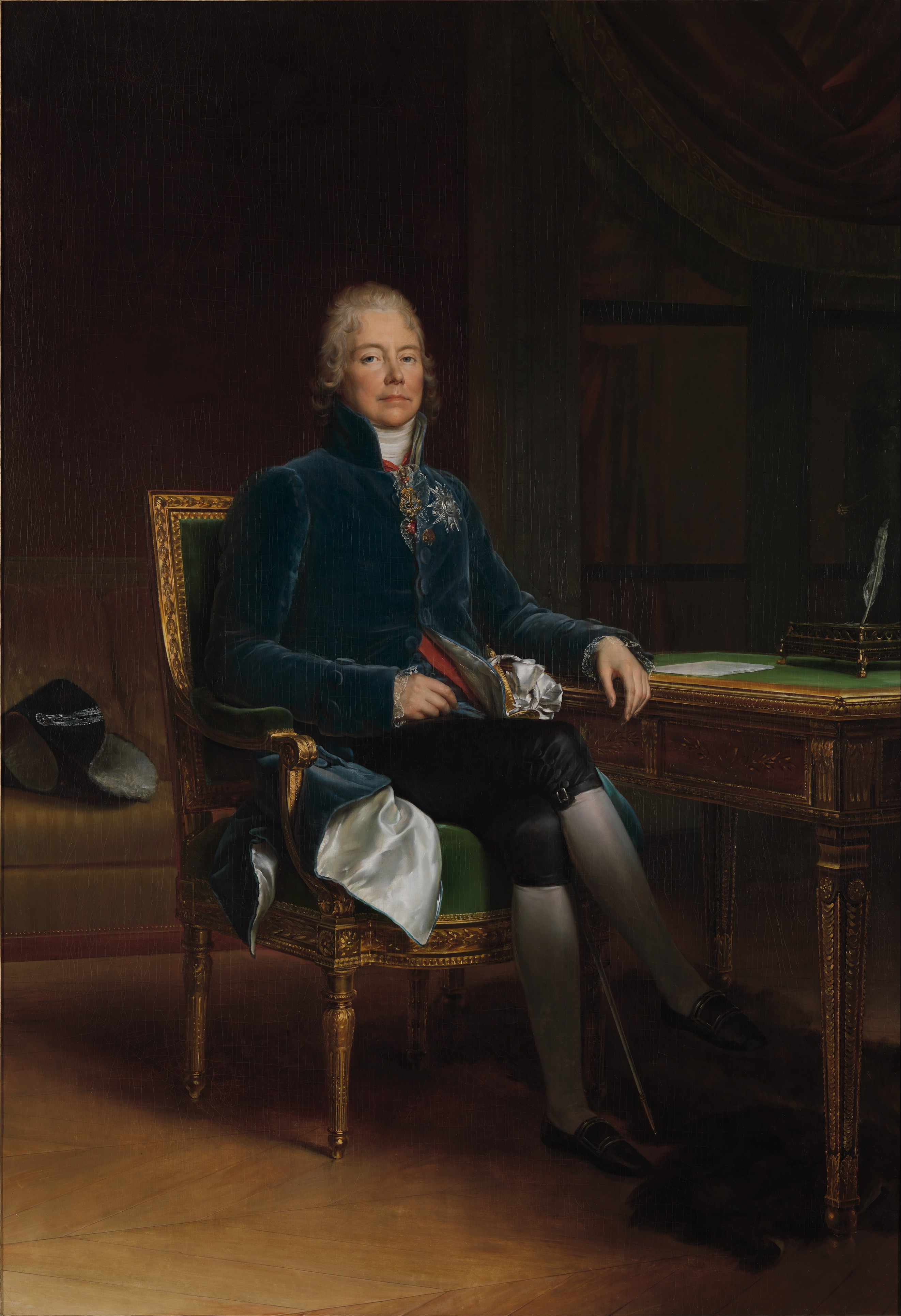
François Gérard, Charles-Maurice de Talleyrand-Périgord

### Fonts d'archives
- Archives départementales des Yvelines, Montigny-le-Bretonneux.
- Archives nationales, Paris, Minutes et répertoires du notaire Pierre Louis Laideguive, janvier 1741 - décembre 1750, dont contrat de mariage entre Louis-Charles de Lorraine et Louise-Julie-Constance de Rohan-Rochefort (descriptif en ligne).